# National Urban League

Das Logo der National Urban League

Die National Urban League (kurz NUL), ursprüngliche Bezeichnung National League on Urban Conditions Among Negroes, ist eine US-amerikanische Bürgerrechtsbewegung. Sie setzt sich für die Rechte von Afroamerikanern und gegen deren Diskriminierung in den USA ein. Die Organisation ist die älteste und größte ihrer Art und hat ihren Sitz in New York City. Aktueller Präsident ist Marc Morial.

## Geschichte
Im September 1910 wurde das Committee on Urban Conditions Among Negroes in New York City gegründet. Nach der Vereinigung mit dem 1906 gegründeten Committee for the Improvement of Industrial Conditions Among Negroes sowie der National League for the Protection of Colored Women (gegründet 1905), entstand schließlich die National League on Urban Conditions Among Negroes. Die National Urban League erhielt ihren heutigen Namen 1920 und verfügt zurzeit über mehr als 100 Niederlassungen in 37 US-Bundesstaaten und Washington, D.C. Die NUL veröffentlicht jährlich einen vergleichenden Index über die aktuelle Situation, den „State of Black America“.